# Дальній (Горноуральський міський округ)
Да́льній (рос. Дальний) — селище у складі Горноуральського міського округу Свердловської області.
Населення — 83 особи (2010, 137 у 2002).
Національний склад станом на 2002 рік: росіяни — 93 %.